# 암호화폐

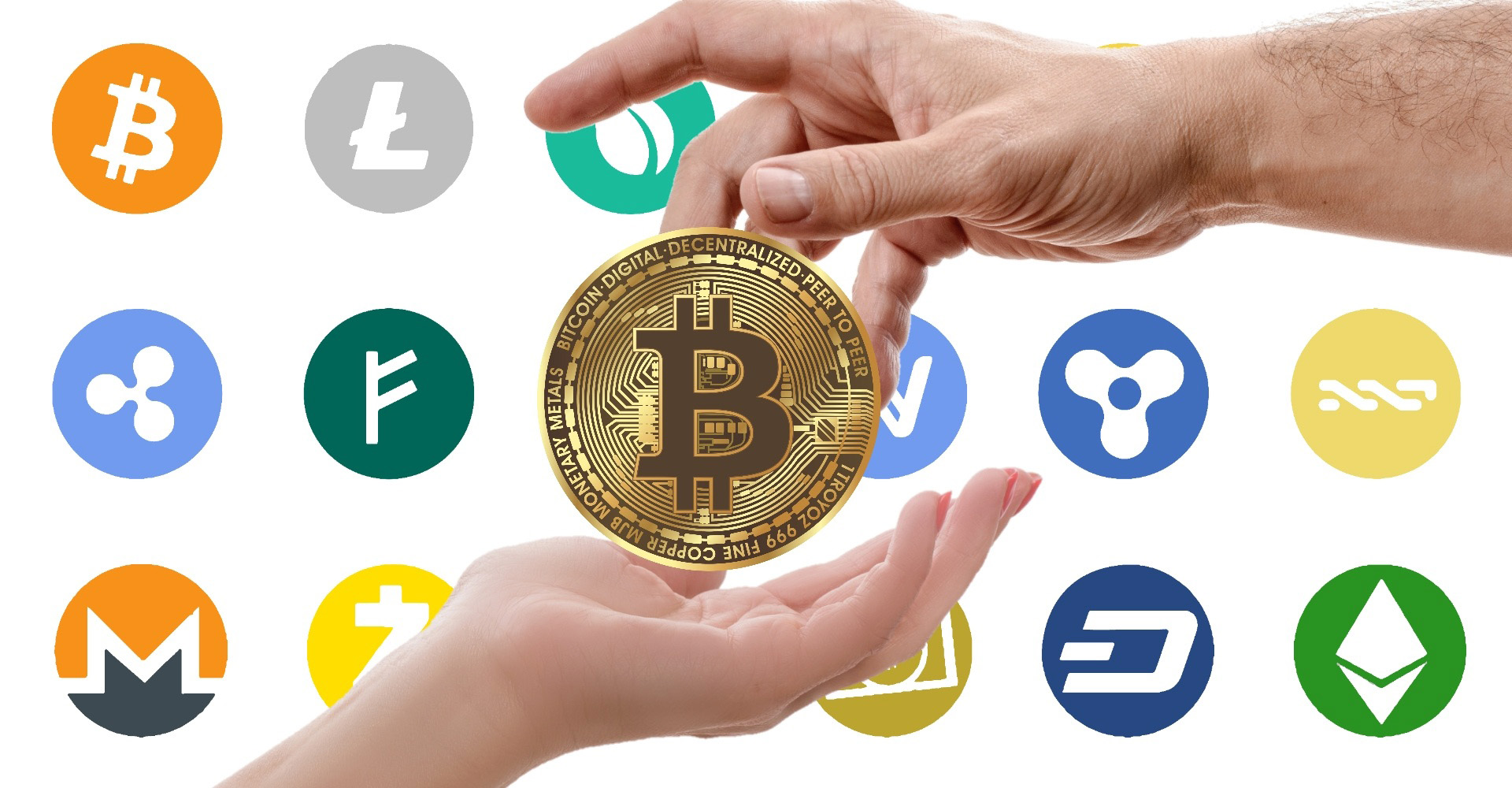

암호화폐(暗號貨幣, 영어: Cryptocurrency)는 '암호화'라는 뜻을 가진 'crypto-'와 통화, 화폐란 뜻을 가진 'currency'의 합성어로, 분산 장부(Distributed Ledger)에서 공개키 암호화를 통해 안전하게 전송하고, 해시 함수를 이용해 쉽게 소유권을 증명해 낼 수 있는, 대체가능성(Fungibility)을 갖춘 디지털 자산이다. 여기서 대체가능성 요건을 빼면 암호자산(暗號資産, 영어: Crypto asset)이 되며 암호화폐 외에 대체 불가능 토큰(NFT)이 있다.
암호화폐와 암호자산 거래는 블록체인이나 DAG (Directed Acyclic Graph)를 기반으로 한 분산 원장(Distributed Ledger) 위에서 동작한다.

## 역사
최초의 암호화폐는 비트코인으로, 2008년 10월 31일에 공개된 논문 'Bitcoin: A Peer-to-Peer Electronic Cash System'을 바탕으로 2009년 1월 3일에 첫 블록이 만들어졌다.
비트코인이 처음으로 대중에게 알려진 2013년을 기점으로 다양한 매체에서 비트코인을 Virtual currency (가상 화폐, 가상 통화)라고 부르기 시작하였는데, 비트코인의 특성이 이 Virtual currency에 부합하지 않는다는 지적에 탄생한 단어이다.
2011년 10월 7일에 첫 배포된 라이트코인을 시작으로 비트코인 코드베이스에서 몇 가지 수정을 거친 암호화폐들부터 비트코인에서 영감을 받은 많은 디지털 자산들이 탄생하게 되었는데, 이들이 비트코인의 대안/보조적 성격을 지닌다고 하여 알트코인이라고 불렀다.
비탈리크 부테린은 닉 사보(Nick Szabo)가 1994년에 고안한 스마트 컨트랙 - 디지털 형식으로 표현된 약속의 집합 - 을 블록체인 필드에 적용하여 이더리움을 발명하였으며, 이전까지 화폐적 기능에 초점을 맞추었던 암호화폐의 사용성을 확장하였다.

## 용어
전자지급수단과 관련하여 폭넓은 개념으로 디지털 화폐(digital money; digital currency)라는 용어가 사용된다. 디지털화폐는 은행권·동전과 같이 물질인 방식 아니라 디지털방식으로만 사용될 수 있는 유형의 화폐를 가리킨다. 디지털화폐는 금전적 가치를 디지털정보로 바꾸고 암호화하여 IC카드에 저장하고 휴대하여 사용하거나 컴퓨터에 보관하고 네트워크상으로 사용하는 것을 모두 포함한다. 가상화폐와 암호화폐는 디지털화폐에 속한다. 디지털화폐는 전자화폐(electronic money; electronic currency)와 같은 뜻으로 사용되기도 하지만, 대한민국의 경우 전자화폐가 되기 위해서는 범용성 요건을 갖추어야 하므로(전자금융거래법 제2조 제15호) 전자화폐는 디지털화폐보다 좁은 개념이 된다. 가상화폐와 암호화폐는 모두 디지털화폐에 속하지만 아래에서 검토하는 바와 같이 같은 개념이 아니다.
가상화폐(virtual currency)에 관한 정의를 살펴보면 다음과 같다. 유럽중앙은행(ECB)은 2012년에 가상화폐를 “개발자에 의하여 발행되고 통상 관리되며, 특정한 가상커뮤니티의 회원들 간에 사용되고 수령되는 규제되지 않은 디지털화폐의 한 유형”이라고 정의하였다. 2012년 유럽중앙은행(European Central Bank)은 가상화폐란 “중앙은행에 의하여 발행되거나 보장되지 않고 지급수단으로 기능하는 규제되지 않은 디지털화폐의 한 유형”이라고 하였다. 또 2014년 “중앙은행이나 공적 기관이 발행하지 않고 반드시 법령에 의한 화폐(fiat currency)에 속하지도 않지만, 자연인 또는 법인에 의하여 지급수단으로 수령되고 전자적으로 양도·저장 또는 거래될 수 있는 가치의 전자적 표시”라고 하였다. 2013년 미국 재무부 금융범죄규제망(FinCEN)은 화폐(currency)를 “법화(法貨, legal tender)로 지정되어 발행국가의 교환수단으로 유통되고 통상 사용·수령되는 동전과 지폐”라고 정의하고, 이러한 진정한 화폐에 대하여 "가상”화폐(“virtual” currency)란 “어떤 환경에서는 법화인 화폐처럼 작동하지만 진정한 화폐의 속성을 가지고 있지 않은 교환수단”으로서, 어떠한 관할권에서도 법화의 지위를 가지지 않는다고 한다. 유럽중앙은행(ECB), 유럽은행감독청(EBA), 미국 재무부에서 내린 정의에 따르면, 가상화폐란 정부에 의해 통제 받지 않는 디지털화폐의 일종으로 개발자가 발행·관리하며 특정한 가상 커뮤니티에서만 통용되는 결제수단이다. 미국 재무부 금융범죄규제망(FinCEN)은 전자상품권 등을 제외하고 비트코인·이더리움·리플 등 암호화폐를 가리킬 때는 가상화폐라는 단어를 쓰지 않는다.
암호화폐(cryptocurrency)는 블록체인(blockchain) 기술로 암호화되어 분산발행되고 일정한 네트워크에서 화폐로 사용할 수 있는 전자정보이다. 암호화폐는 중앙은행이 발행하지 않고 블록체인 기술에 기초하여 금전적 가치가 디지털방식으로 표시된 전자정보로서 인터넷상 P2P 방식으로 분산 저장되어 운영·관리된다. 각 암호화폐의 분산형 통제는 블록체인 기술을 통하여 운용하는데, 블록체인은 분산 거래장부(distributed ledger)로 기능하는 공적 데이터베이스이다. 암호화폐는 원래 재화교환의 매체, 즉 지급수단으로 고안된 것이지만, 액면가가 없고 투자의 목적이 되어 거래소를 통하여 시장의 수급에 따라 형성되는 가격으로 거래되어 소득 또는 손실이 발생한다. 이러한 점에서 볼 때 암호화폐는 재화성을 함께 가지는 특수한 지급수단이라 할 수 있다.
암호화폐는 외관상의 유사한 모습으로만 파악하면 가상화폐의 일종이라고 볼 수도 있다. 하지만 유럽중앙은행이나 미국 재무부의 가상화폐 정의를 엄격하게 적용하면 가상화폐라고 부를 수 있는 암호화폐는 거의 없게 된다. 특히 대부분의 암호화폐는 개발자가 발행하지는 않기 때문에 발행 측면에서 보자면 가상화폐가 아니게 된다. 이러한 암호화폐의 정의로 볼 때 현재 상당수 온라인과 오프라인 매장에서 결제수단으로 받는 비트코인은 암호화폐로서 디지털화폐이기는 하나, 가상화폐는 아니게 된다.
가상자산(Virtual Asset)은 특금법에서 암호화폐가 아닌 '가상자산'이란 용어를 사용한다는 점에 초점을 맞춰 변경된 용어이다. 한국블록체인협회 및 국내 다수의 거래소가 가상자산이라고 표현하고 있다. 특금법에서 말하는 가상자산은 전자적으로 거래 또는 이전될 수 있는 가치의 전자적 증표(그에 관한 일체의 권리를 포함한다)를 말한다. 단, 게임물의 이용을 통해 획득한 유무형의 결과물 등은 제외된다.
하지만 가상자산이라는 용어는 블록체인 기술을 구현한 암호화폐 또는 암호자산을 넘어 너무 광의의 개념을 다루는 것이 아닌가에 대한 논란이 있다. 이에 국내 거래소는 가상자산과 디지털자산을 혼용해 사용하고 있다. 디지털 자산(Digital Asset)은 암호화폐를 법적인 자산으로 인정하고 있는 국제적 추세를 반영했다는 목소리도 있지만 항공마일리지, 금융권 포인트 등 디지털로 적립 및 사용될 수 있는 것들과 구별하기 어렵다는 단점 또한 있다.

## 기술
암호화폐는 달러($)나 원화(₩)와 같은 실물화폐와 달리 화폐를 발행하는 중앙은행이 없이 전 세계 인터넷 네트워크에 P2P 방식으로 분산 저장되어 운영된다. 암호화폐를 발행하고 관리하는 핵심 기법은 블록체인(blockchain) 기술이다. 블록체인이란 “블록(block)”을 잇따라 “연결(chain)”한 모음을 가리킨다. 각 암호화폐 코인의 유효성은 블록체인에 의하여 부여된다. 블록체인은 지속적으로 늘어나는 기록(블록)의 일람표로서 블록은 암호화방법을 사용하여 연결되어 보안이 확보된다. 각 블록은 전형적으로는 이전 블록의 암호해쉬, 타임스탬프와 거래 데이터를 포함한다. 고안에 의하여 블록체인은 처음부터 데이터의 수정에 대하여 저항력을 가지고 있다. 이것은 양당사자 간의 거래를 유효하게 영구적으로 증명할 수 있도록 기록할 수 있는 공개된 분산장부이다. 일단 기록이 이루어지면 그 블록의 데이터는 모든 후속 블록의 변경 없이는 소급하여 변경될 수 없다.

## 정부 규제 및 세금
현재 암호화폐는 과세 대상이 아니다. 화폐로 인정될 경우, 현재 개인이 환 차익을 통해 얻은 수익은 비과세 대상이며 법인의 환 차익은 기업 이익으로 보아 법인세를 부과하고 있다. 화폐로 인정되지 않을 경우는 논외의 대상이다. 또한 비트코인이 재산이나 투자재와 같은 것으로 간주될 경우에도 양도소득세 과세 대상이 되지 못한다. 소득세는 열거주의에 의하는데 현재 소득세 부과 항목에 비트코인이 포함되어 있지 않기 때문이다. 일본, 노르웨이, 독일, 미국 등 여러 선진국에서 비트코인을 법인세로 과세하는 것을 봐서는 당분간 비트코인이 각국 정부로부터 화폐로 인정받기는 어려워 보인다. 반면 영국은 비트코인을 디지털 화폐로 인정해 제도권으로 끌어들임과 동시에 런던을 디지털 금융의 중심지로 키우는 정책을 채택했다. 다만 정부의 인위적 조정 행위가 불가 하기 때문에 비트코인의 일부를 정부가 발행하는 유사화폐로 대체 또는 제한하여 유통과 동시에 화폐가치를 조절 할 수 있는 수단을 만들거라 추측 된다.
비트코인은 기존 화폐와는 달리 익명성을 갖고 있어서, 상속세, 증여세 등의 과세가 불가능하다. 익명성 때문에, 비트코인을 누구에게 얼마를 줬는지, 준 사람과 받은 사람 이외에, 제3자는 일체 알 수 없기 때문이다. 송금기록, 수금기록 등 일체의 기록은 모두 공개되어 있으나, 그것이 누구인지를 알 수가 없다.
전 세계 각국 정부는 부가가치세(VAT) 등 간접세를 1회의 매매 거래마다 소비자에게 부과하는 게 통례인데, 비트코인은 계좌의 익명성 때문에 그 매매 거래를 추적하기가 쉽지 않다.
판매자인 개인사업자는 소득세를, 법인은 법인세를 낸다. 물건을 1회 판매할 때 마다 합산하여 1년에 한두 번 낸다. 그러나 비트코인으로 동산이나 부동산 등 물건을 판매할 경우, 거래 내역을 추적하기가 거의 불가능하다.

### 아메리카

#### 미국
미국의 뉴욕주에서는 금융서비스국(DFS)이  가상화폐업을 위한 적절한 규제지침에 관하여 거의 2년 간의 조사연구를 한 후 2015년 6월 암호화폐(가상통화) 사업자에 대한 감독규정(BitLicense)을 제정하였다. 이 감독규정에 따라 금융서비스국은 2015년 9월 22일 최초로 암호화폐 거래소를 인가하였다.

#### 캐나다
캐나다 국세청(CRA)은 2013년에 최초로 비트코인 거래와 관련하여 일반 거래이든 투자이든 세금을 부과하기로 하였다. 캐나다 새스커툰시(市)의 부동산업자 폴 셰버디는 비트코인으로도 부동산 시세를 표시해 놓았다. 그는 “이 돈이 캐나다 달러로 환산되는 순간 CRA 뿐만 아니라 모두의 감시를 받게 된다”며 “그 때문에 여러 고객들이 전자 화폐를 통해 수수료를 지급하겠다는 문의를 해 왔다”고 전했다.

#### 베네수엘라
베네수엘라는 국가에서 직접 페트로라는 암호화폐를 발행한다.
페트로는 석유에 기반하며 1 페트로의 가격은 베네수엘라산 원유의 2018년 1월 중순의 1 배럴당 가격이다. 이후 가격은 유가 변동에 의해 영향을 받는다.
베네수엘라 정부에서 국영 기업들에게 페트로 사용을 의무화하였다. 또한 금에 기반한 페트로 골드도 발행할 예정이라고 한다.

### 유럽

#### 유럽 연합
유럽 연합에서는 비트코인 등 암호화폐를 화폐로 인정하여 환전 시 부가가치세를 물리지 않는다. 유럽사법재판소(European Court of Justice)는 "EU가 법정 화폐인 통화와 은행권, 동전에 가산세를 부과하지 않도록 규정하고 있기 때문에 비트코인과 전통적인 화폐의 교환에 대해 부가가치세를 부과해서는 안 된다"고 2015년 10월에 판결했다.
스웨덴 중앙 은행은 에크로나(Ekrona)라는 암호화폐 발행을 검토하고 있다고 한다.
독일에서는 2015년 유럽사법재판소(European Court of Justice)의 판결(decision)은 모든 유럽 연합 회원국에 판례(precedent)로 작용하므로 해당 판례에 따라 물건 구매에 쓰인 비트코인에는 세금을 물리지 않겠다고 하였다. 그러나 비트코인이 물건 구매에 쓰이지 않는 경우는 해당 판례의 적용 대상이 아니라고 판단하여 계속 세금을 물릴 예정이라고 한다.

#### 러시아
러시아 정부에서는 크립토루블(Cryptoruoble)이라는 암호화폐 발행 계획이 있다고 한다.

### 아시아

#### 일본
일본에서는「자금결제에 관한 법률」(2009년 6월 24일 법률 제59호)이 2016년 5월에 개정되면서 암호화폐가 공적인 결제수단의 하나로 인정되었고, 그 결과 암호화폐에 소비세 등 세금을 물리지 않는다는 점이 명확하게 법으로 규정되었다.

#### 중국
중국은 2017년 9월 초 ICO를 금지하였다. 그 후 암호화폐 거래소에서의 암호화폐 거래도 금지하였다. 그러나 아직 개인 간 거래까지 금지하지는 않았다.

#### 대한민국
법무부 장관 박상기는 암호화폐 거래소를 모두 폐쇄하겠다고 했다. 금융감독원 원장 최흥식과 금융위원회 위원장 최종구도 암호화폐 거래소 폐쇄에 찬성하는 쪽이다. 경제부총리이자 기획재정부 장관 김동연은 가상화폐 거래소 폐쇄와 관련해 '살아있는 옵션이지만 부처 간 진지한 검토를 해야 한다'고 말했다. 그 후 청와대 국민청원 게시판에 암호화폐 규제를 반대하는 청원들이 제기되고, 정부에서도 거래소 폐쇄만이 최선의 방안이 아님을 인식하면서 정책을 완화하는 방향으로 가는 듯하다. 금융감독원에서도 최근 암호화폐 거래에 대한 지원을 긍정적으로 검토하고 있다.
2021.01.06 기재부는 2022년부터 시행되는 암호화폐 소득세 관련 구체적인 가이드라인이 될 시행령 개정안을 내놨다. 그 중 가장 불만이 제기되고 있는 내용은 '연간 250만원을 넘는 수익이 발생할 경우 수익의 20%를 기타소득세로 납부'해야하는 내용이다.

#### 이란
이란은 정부에서 직접 암호화폐를 발행할 계획이라고 한다.

#### 터키
터키 정치권에서 정부에서 암호화폐를 직접 발행하자는 얘기가 나오고 있다.

## 사용처

### 아메리카

#### 캐나다
토론토 등 10개의 직영점을 갖고있으며 미국 전지역으로 온라인을 통한 배달 서비스를 하는 키보 스시(Kibo Sushi)에서 암호화폐 티오스(T.OS)로 결제가 가능해질 것이라고 한다.

## 관련 범죄
2017년 10월 26일 개최된 금융정보보호 컨퍼런스(FISCON)에서 대한민국 경찰청이 발표한 바에 따르면 암호화폐가 익명거래의 특징을 이용해 범죄수익금 취득, 편법 증여, 탈세, 불법 해외송금 등의 수단으로 악용되는 경우가 있다고 한다. 2015년부터 2017년 6월까지 조사된 암호화폐 관련 주요 범죄 현황을 보면 총 714건의 범죄가 있었고, 이 중 해킹 또는 컴퓨터를 사용한 사기는 195건(27.3%), 투자모집 사기 또는 유사수신 사기는 202건(30.4%), 불법거래수단 또는 피해금 요구 방법의 자금세탁형은 217건(42.3%)이었다. 또한 2015년에는 암호화폐가 주로 마약거래나 랜섬웨어 등의 범죄에 활용되었는데 2017년으로 갈수록 사기나 횡령 등 다양한 범죄에 악용될 가능성이 높다고 하였다.
- FTX파산
- 루나코인 대폭락

## 같이 보기
- 블록체인
- 암호화폐 거래소

- Mt. Gox
- BTC-e

- 초기 코인 제공(ICO)
- 코인데스크 - 암호화폐 전문 뉴스 사이트